# Nan Grey
Nan Grey (25 de julho de 1918 – 25 de julho de 1993) foi uma atriz norte-americana. Ela estrelou ao lado de John Wayne no filme Sea Spoilers (1936). Grey nasceu a 1918, em Houston, Texas e morreu a 1993, em San Diego, Califórnia.

## Filmografia parcial
- The Great Impersonation (1935)
- Dracula's Daughter (1936)
- Three Smart Girls (1936)
- Three Smart Girls Grow Up (1939)
- The House of the Seven Gables (1940)
- The Invisible Man Returns (1940)